# Ignacio Eraña Cassi
Ignacio Eraña Cassi (Gijón, 3 de juny de 1965) és un exfutbolista asturià, que ocupava la posició de migcampista.

## Trajectòria
Format al planter de l'Sporting de Gijón, mentre militava al filial va ser cedit al Recreativo de Huelva, on va quallar un bon paper. L'Sporting el va repescar i a la 87/88 ja forma part del primer planter a la màxima categoria. El migcampista roman tres temporades a l'equip gijonés, les dues primeres amb una freqüent aparició, mentre a la tercera la seua aportació minvaria.
L'estiu de 1990 fitxa pel Reial Múrcia CF, on milita dues campanyes abans de retornar a la primera divisió amb el CD Logroñés. Va ser titular al conjunt riojà a les tres temporades que hi va jugar. El 1995 el Logroñés baixa i Eraña marxa a la SD Compostela, on jugaria dues temporades: la primera suma 38 partits, la segona, tan sols 15 i la majoria com a suplent.
L'estiu de 1997 fitxa pel CF Extremadura, on qualla una gran temporada: sis gols en 39 partits, decisius per aconseguir l'ascens a Primera. A la màxima categoria, però, no té continuïtat al conjunt blaugrana i a mitja campanya marxa al CD Numancia.
Després de penjar les botes, Eraña ha seguit vinculat al món del futbol com a tècnic de la Federació Asturiana o com a comentarista esportiu a la televisió pública TPA.